# Каменка (притока Катуні)
Каменка — річка у Росії, ліва притока Катуні, тече в Алтайському краї.

## Фізіографія
Каменка бере початок на півночі Алтайських гір біля південного кінця Чергінського хребта, на півдні Алтайського району Алтайського краю, на висоті приблизно 1000 м над рівнем моря. Від витоку тече по гірській долині на північ, подекуди трохи відхиляючись до сходу, приблизно паралельно Катуні. Після села Нижнєкаменське покидає гори і виходить на Передалтайську рівнину. По рівнині вона також тече переважно у північному напрямку, поки після райцентру Совєтське не починає дедалі більше відхилятись до заходу.
Каменка впадає в Катунь за 10 км до її злиття з Бією і утворення Обі, біля селища Катунське на висоті 164 м над рівнем моря. У гирлі Каменка має 50–70 м завширшки і глибину до 1,5 м; швидкість плину 0,3 м/с.
Більша частина приток впадає у Каменку справа, стікаючи з гір в межиріччі Каменки і Катуні:Сосновка, Сараса, Бірюкса, Сетовка. Ліві притоки Каменки зосереджені в основному в її верхів’ях. На рівнині річка має лише одну помітну ліву притоку — річку Істок; зліва від Каменки більшу частину вод збирає басейн сусідньої річки Піщаної — притоки Обі.

## Гідрологія
Довжина річки 170 км, площа басейну 1 900 км². Середньорічний стік, виміряний за 43 км від гирла біля райцентру Совєтське у 1960–2000 роках, становить 10,4 м³/с. Багаторічний мінімум стоку спостерігається у лютому (3,7 м³/с), максимум — у квітні (37 м³/с). За період спостережень абсолютний мінімум місячного стоку (2,2 м³/с) спостерігався у грудні 1986 року, абсолютний максимум (72,2 м³/с) — у квітні 1969.

## Інфраструктура
Каменка тече по території Алтайського, Совєтського і (безпосередньо перед гирлом) Смоленського районів Алтайського краю. На річці розташовані два районні центри — Алтайське і Совєтське, а також села Нижнєкаменка, Сетовка, Красний Яр і Катунське.
Удовж річки від гирла до села Алтайське проходить автодорога з твердим покриттям. В Алтайському вона розгалужується по трьом напрямкам: на південний захід до села Куяган на Піщаній, вверх по притоці Каменки Сарасі до села Черга в Республіці Алтай, і на схід до села Ая на березі Катуні.